# ポートレイツ-ヴァンゲリス・コレクション
『ポートレイツ～ヴァンゲリス・コレクション』（Portraits (So Long Ago, So Clear) ）は、ヴァンゲリスが1996年に発表したベスト・アルバム。

## 収録曲
1. 見知らぬ男 - To The Unknown Man (6:34)
2. イタリアン・ソング - Italian Song (2:50)
3. パルスター - Pulstar (5:38)
4. 海辺の少女 - La Petite Fille De La Mer (5:49)
5. アルファ - Alpha (5:34)
6. アイ・ヒア・ユー・ナウ - I Hear You Now (5:06)
7. アイル・ファインド・マイ・ウェイ・ホーム - I'll Find My Way Home (4:25)
8. ステート・オブ・インディペンデンス - State of Independence (6:08)
9. ヒマラヤ - Himalaya (6:53)
10. コンケスト・オブ・パラダイス - Conquest of Paradise (5:31)
11. 讃歌（ニュー・リミックス） - Hymn (5:06)
12. 南極物語 - Antarctica (3:44)
13. 野生と美（未発表曲） - Sauvage et Beau (3:18)
14. 炎のランナー - Chariots of Fire (3:21)
15. ソー・ロング・アゴー、ソー・クリアー - So Long Ago, So Clear (4:59)

- 全般的に、エコーのようなエフェクトがかけられている。
- 1./3./5.は前述のエコーのほかにリミックス（若干の音色付加）を施したバージョン。
- 11.はアルバム「野生」に収録されている原曲でなく、新たに収録された合唱バージョン。
- 12.は原盤（南極物語）では「｢南極物語｣メイン・テーマ」の曲名で、14.は原盤（炎のランナー）では「タイトルズ」の曲名で収録。
- 13.は1984年のフランスのテレビ番組のサウンドトラック（未発売）で、このアルバムで初めて収録された。
- 1./12.は曲の一部収録であり途中でフェイド・オフしている。
- 2./6./7./8.はジョン・アンド・ヴァンゲリスの作品。15.は名義はジョン・アンド・ヴァンゲリスではないがジョン・アンダーソンがボーカルを担当している。

## 概要
ヴァンゲリスのベスト・アルバム。ヴァンゲリスが活動したほぼ全時期の作品から選択されている。また、ヴァンゲリス名義だけでなく、ジョン・アンド・ヴァンゲリスの作品も収録されている。

### CDシングル
本アルバムの発売に合わせて、次の12cmシングルがフランスで発売された。
- Sauvage et Beau (576 183-2)

1. Sauvage et Beau (3:18)
2. Himalaya (6:53)
3. La Petite Fille De La Mer (5:49)
4. I'll Find My Way Home (4:25)

※ 各曲とも、アルバムでは前後の曲との境目において相互に干渉（オーバーラップ）しているが、このCDシングルではすべて相互干渉なしに収録されている。2008年2月現在、1.をオーバーラップなしに単独収録したアルバムはないため、この曲の純粋なバージョンを聴くことができるのはこのCDシングルのみとなっている。